# Даймонд, Эми
Эми Даймонд (швед. Amy Diamond, урождённая Amy Linnéa Deasismont; род. 15 апреля 1992 года в Норрчёпинге, Швеция) — шведская певица. Получила известность в начале 2005 года в возрасте двенадцати лет с песней «What’s in it for Me», которая стала хитом в Скандинавии в 2005 году и оставалась в чартах в течение четырёх месяцев.
Эми Даймонд выпустила четыре альбома, а также часто выступает на телевидении.
Самые большие её хиты на сегодняшний день — What’s in it for Me, Welcome to the City, Champion, Shooting Star, Don’t Cry Your Heart Out, Big Guns, It Can Only Get Better, Is it Love? и Thank You, который закончил на восьмом месте в шведском музыкальном конкурсе Melodifestivalen в 2008 году. В 2009 году она вновь выступила на этом конкурсе с песней It’s my life, но не прошла в финал.
What’s in it for Me была хитом в Дании, Норвегии и Финляндии, а также самой частоисполняемой песней в Польше в 2005 году.
28 ноября 2007 года Эми выпустила свой третий музыкальный альбом Music in Motion.
19 ноября 2008 года был выпущен рождественский альбом En helt ny jul (рус. Абсолютно новое Рождество). Он содержал как такие известные старые рождественские песни как Gläns över sjö och strand и Jul, jul, strålande jul, так и новые песни.
Она выступала в качестве самого молодого участника в Körslaget 2009 с собственным хором из Йёнчёпинга.
В 2010 году Эми выпустила сборник хитов Greatest Hits. С 2013 года ведёт запись нового альбома.